# Т
Т — літера кирилиці. У мовах, що її використовують, позначає глухий ясенний проривний [t̪], глухий ретрофлексний проривний [ʈ̪]. Присутня в усіх кириличних абетках. У сучасній українській мові — 23-а літера абетки, позначає глухий ясенний проривний (шумний зімкнений пеплорредньоязиковий приголосний). Може бути твердим (талант) і м'яким (вість).

## Звуки
- [t] (т) — глухий ясенний проривний
- [ʈ] (твердий т) — глухий ретрофлексний проривний (шведська, норвезька, індійські мови)
- [t̪] (твердий т) — глухий зубний проривний

## Історія
За формою накреслення — трохи видозмінена кирилична літера, що походить з грецької.

## Таблиця кодів
| Кодування    | Регістр | Десятковий код | 16-ковий код | Вісімковий код | Двійковий код     |
| ------------ | ------- | -------------- | ------------ | -------------- | ----------------- |
| Юнікод       | Велика  | 1058           | 0422         | 002042         | 00000100 00100010 |
| Юнікод       | Мала    | 1090           | 0442         | 002102         | 00000100 01000010 |
| ISO 8859-5   | Велика  | 194            | C2           | 302            | 11000010          |
| ISO 8859-5   | Мала    | 226            | E2           | 342            | 11100010          |
| KOI 8        | Велика  | 244            | F4           | 364            | 11110100          |
| KOI 8        | Мала    | 212            | D4           | 324            | 11010100          |
| Windows 1251 | Велика  | 210            | D2           | 322            | 11010010          |
| Windows 1251 | Мала    | 242            | F2           | 362            | 11110010          |